# Мулета (човен)

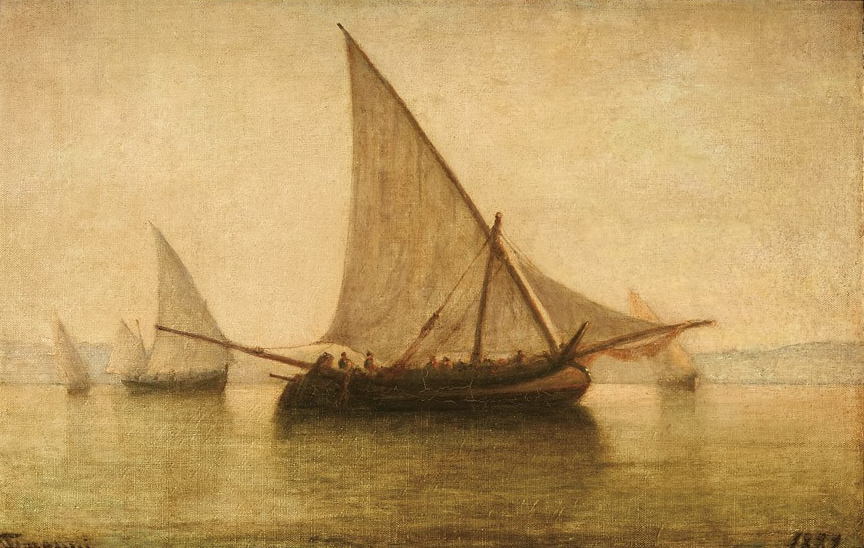
Мулета на Тежу (1881, Луїс Томасіні)

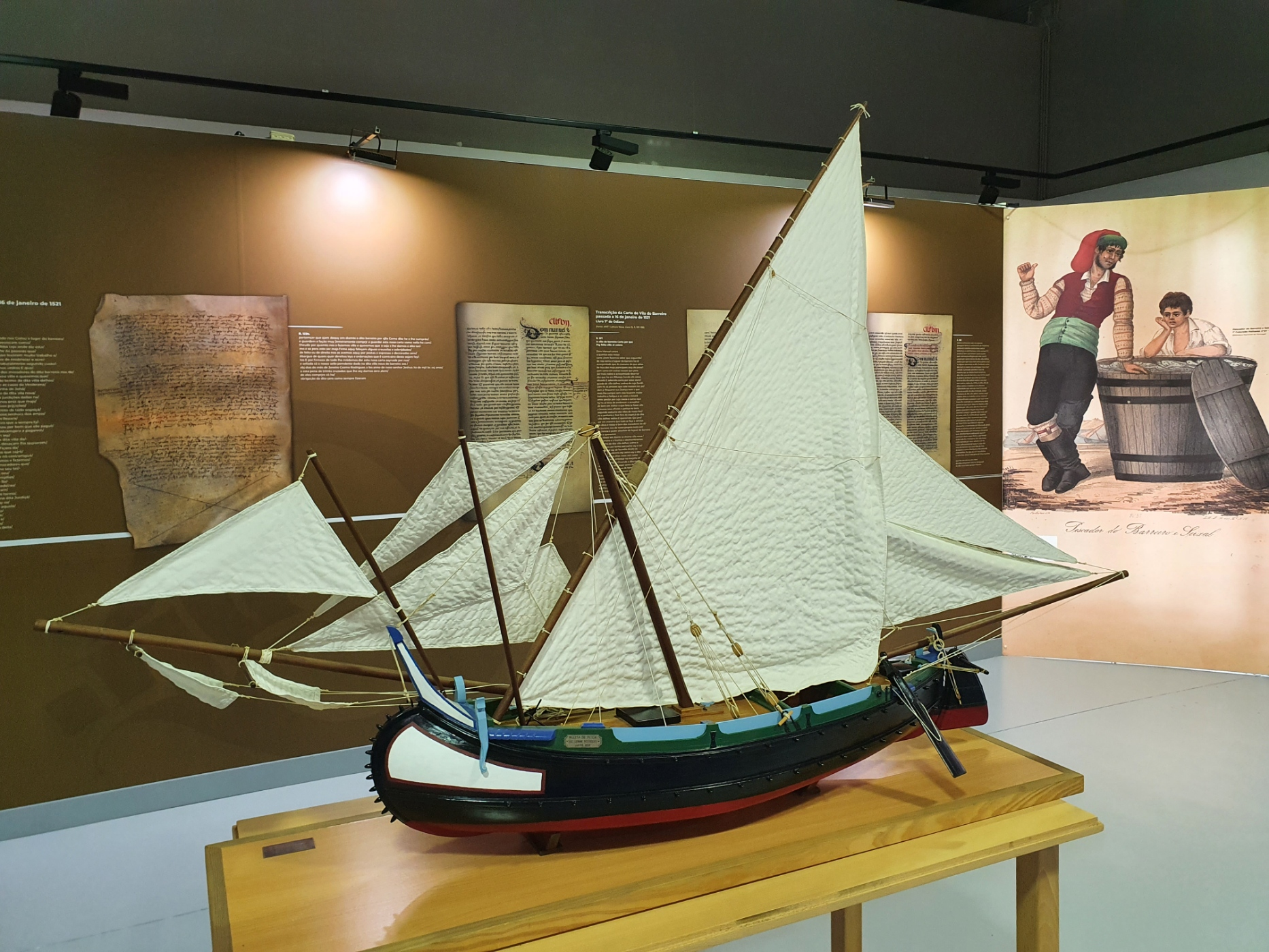
Модель мулети в музеї Espaço Memória, Lavradio в Баррейру

Вітрильна схема мулети

Муле́та (порт. muleta, МФА: [mu.ˈɫe.tɐ],; стара орфографія: порт. muletta) — традиційний рибальський човен, що використовувався у південно-західній Португалії з XVI до кінця XIX століття. Була типовим судном у рибальських поселеннях в гирлі річки Тахо, навпроти Лісабона — Сейшала, Баррейру, Кашкайша та інших. Також — сейша́льська муле́та (порт. muleta do Seixal).

## Опис
Вперше згадується в документах у XVI століття як «молета» (порт. moleta). Вітрильник із незвичайним способом кріплення вітрил. Виготовлявся з дерева. Довжина корпусу — 12–14 м, ширина — до 4 м. Дно пласке або ввігнуте, з низькою осадкою до 1,5 м. Ніс загнутий, оббитий залізом, інколи прикрашений зображеннями очей. Мав одну, нахилену до носа щоглу, з довгим бушпритом. На щоглі розміщували велике латинське вітрило і декілька додаткових. Підйом вітрил здійснювали з корми за допомоги вигнутого рангоуту. Бушприт мав вітрило на кшталт спінакера, а під ним — два невеликих прямокутних вітрила. Площа всіх вітрил складала до 170 м²; більшість з них використовувалися лише під час рибалки. На одному човні розміщалося до 15 осіб. Заборонений після 1930 р. 

Зображена на гербах португальських містечок Сейшал і Баррейру. 

Типи човнів: балансель, тартан і мулета

## У геральдиці

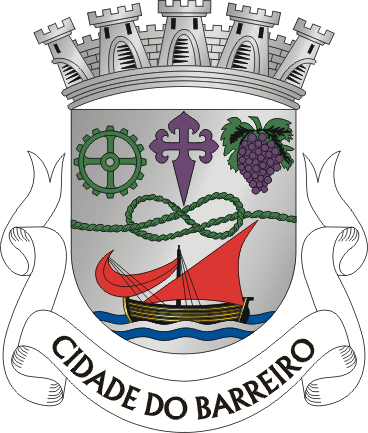
Баррейру
Сейшал